# 远东运动会
远东运动会（亦稱）是亚洲最早的地区性综合运动会，由菲律宾、中華民國、日本三国发起，从1913年到1934年分别在菲律宾、中華民國、日本三国共举办了10届远东运动会。1934年，日本坚持把满洲国拉入远东运动会，遭到中華民國的抗议并宣布退出远东运动会，远东体育协会宣告解体，远东运动会亦随之停办。後日本組織舉辦了東亞競技大會以接替該體育賽事。

## 歷史

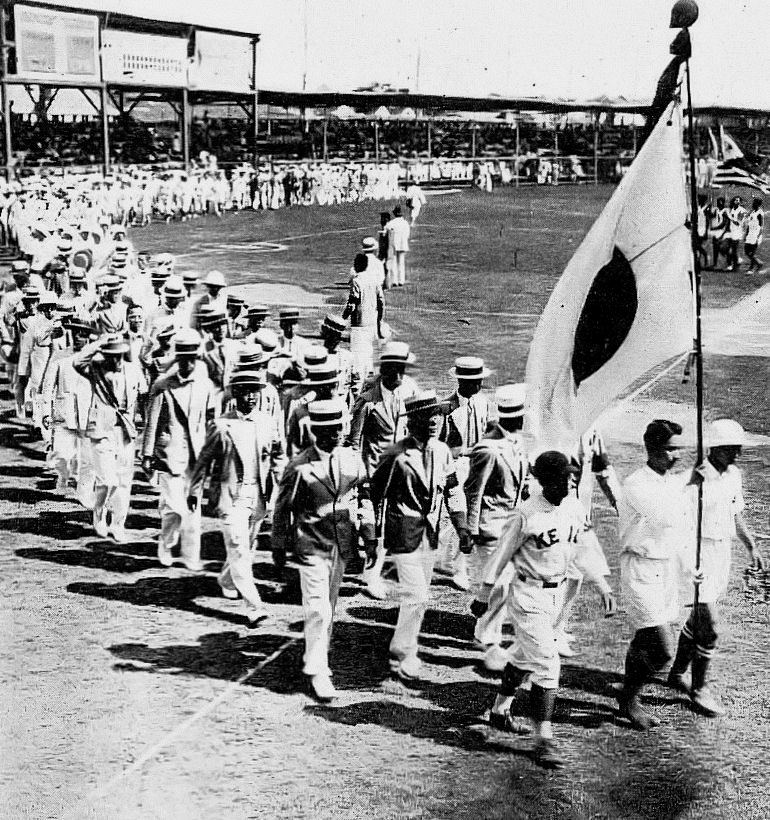
1927年遠東運動會日本代表團

1913年，菲律賓業餘體育協會（Philippine Amateur Athletic Association）主席埃爾伍德·布朗（Elwood Brown）與馬尼拉嘉年華（Manila Carnival）主辦方共同倡議創立「遠東奧林匹克運動會」，此提議獲得中國與日本支持。時任菲律賓總督威廉·卡梅隆·福布斯（William Cameron Forbes）於1911-1913年間兼任菲律賓業餘體育聯盟主席，他隨後成立遠東奧林匹克協會推動此計畫。
首屆賽事於1913年2月1日至9日馬尼拉嘉年華場地（今黎剎紀念體育中心所在地）舉行，正式名稱為「第一屆東方奧林匹克運動會」。參賽地區包括：
- 菲律賓群島（主辦方）
- 中華民國（1912年－1949年）
- 大日本帝國
- 馬來聯邦（今馬來西亞）
- 暹羅王國（今泰國）
- 英屬香港（英國直轄殖民地）

福布斯總督親自宣布運動會開幕，賽事為期八天。基督教青年會（YMCA）在此過程中扮演關鍵角色，埃爾伍德·布朗與該會傳教士J·霍華德·克羅克（J. Howard Crocker）合作促成賽事創立。不過此舉後來被批評為西方文化帝國主義的體現，因基督教青年會試圖透過體育推廣西方價值觀。

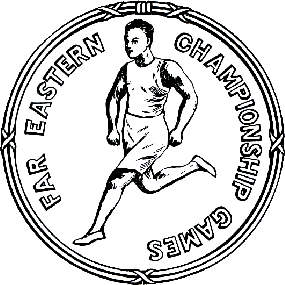
远东运动会会标

1915年第二屆賽事於中國上海虹口公園舉辦時，正式更名為「遠東錦標賽運動會」（Far Eastern Championship Games），主辦機構也更名為「遠東體育協會」。該屆賽事引發中國民眾熱烈迴響，大量觀眾參與促使當地興建新體育設施，媒體報導也使運動會知名度大幅提升。
1934年第十屆賽事新增荷屬東印度群島（今印尼）參賽，因日本入侵滿洲引發中日爭端，雙方就滿洲地區選手參賽資格產生嚴重分歧，最終導致遠東體育協會解體。1937年七七事變爆發後，原定1938年舉辦的賽事永久停辦。
遠東運動會初期每兩年舉辦一屆，但1929年因日本要求延期至1930年。1934年第十屆後，原計劃改為四年週期，但因二戰爆發未再延續。

## 历届远东运动会概览
| 屆次 | 主辦地 | 日期                  | 參賽國家 | 遠東運動會宣布开幕者         | 大項 | 小項 |
| ---- | ------ | --------------------- | -------- | ---------------------------- | ---- | ---- |
| 一   | 馬尼拉 | 1913年2月2〜7日       | 3        | 菲律賓總督威廉·卡麥隆·富比世 | 8    |      |
| 二   | 上海   | 1915年5月15日-22日    | 3        | 伍廷芳                       | 9    |      |
| 三   | 東京   | 1917年5月8日〜12日    | 3        | 日本天皇嘉仁（大正）         | 8    |      |
| 四   | 馬尼拉 | 1919年5月12日〜16日   | 3        |                              | 8    |      |
| 五   | 上海   | 1921年5月30日6月〜3日 | 3        |                              | 8    |      |
| 六   | 大阪   | 1923年5月21〜25日     | 3        | 日本天皇嘉仁（大正）         | 8    |      |
| 七   | 馬尼拉 | 1925年5月17〜22日     | 3        |                              | 8    |      |
| 八   | 上海   | 1927年8月28〜31日     | 3        |                              | 8    |      |
| 九   | 東京   | 1930年5月24日〜27日   | 4        | 日本天皇裕仁（昭和）         | 8    |      |
| 十   | 馬尼拉 | 1934年5月16日〜20日   | 4        |                              | 8    |      |
| 十一 | 大阪   | 停辦                  |          |                              |      |      |

## 比賽項目
運動會共舉辦九種不同的運動項目。其中八項運動在每屆賽事中皆有出現，而第九項運動——自行車——僅於1915年舉辦過一次。
- 田徑（詳細）
- 棒球（詳細）
- 籃球（詳細）
- 自行車（詳細）
- 跳水（詳細）
- 足球（詳細）
- 游泳（詳細）
- 網球（詳細）
- 排球（詳細）

### 引用
1. 1 2 3  貝爾，丹尼爾（2003）。《國際遊戲百科全書》。McFarland and Company, Inc. 出版社，北卡羅來納州傑佛遜。ISBN 0-7864-1026-4。
2. ↑  Keyes, Mary Eleanor.  (学位论文). 安大略省倫敦: 西安大略大學: 52. 1964年10月. OCLC 61578234.
3. ↑  Jones, Gordon R. . 布蘭特福德暴露者報 (安大略省布蘭特福德). 1914年10月29日: 10  [2023年5月28日]. （原始内容存档于2023年4月21日）.